# Kloster Zscheiplitz – Klosterbrüder

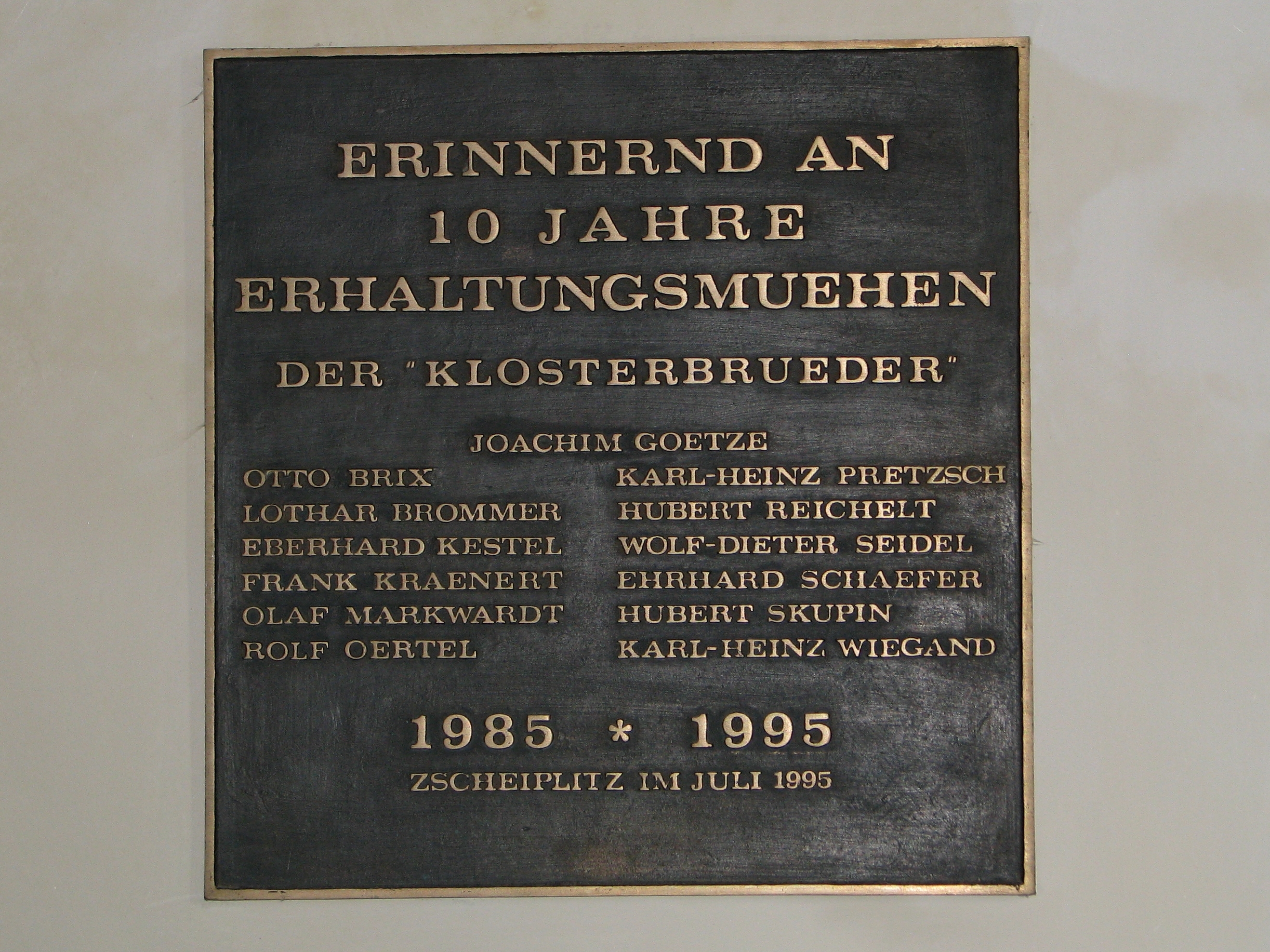
Gedenktafel in der Klosterkirche Zscheiplitz (gestiftet vom Ev. Pfarramt Freyburg und dem Kirchspiel Freyburg)

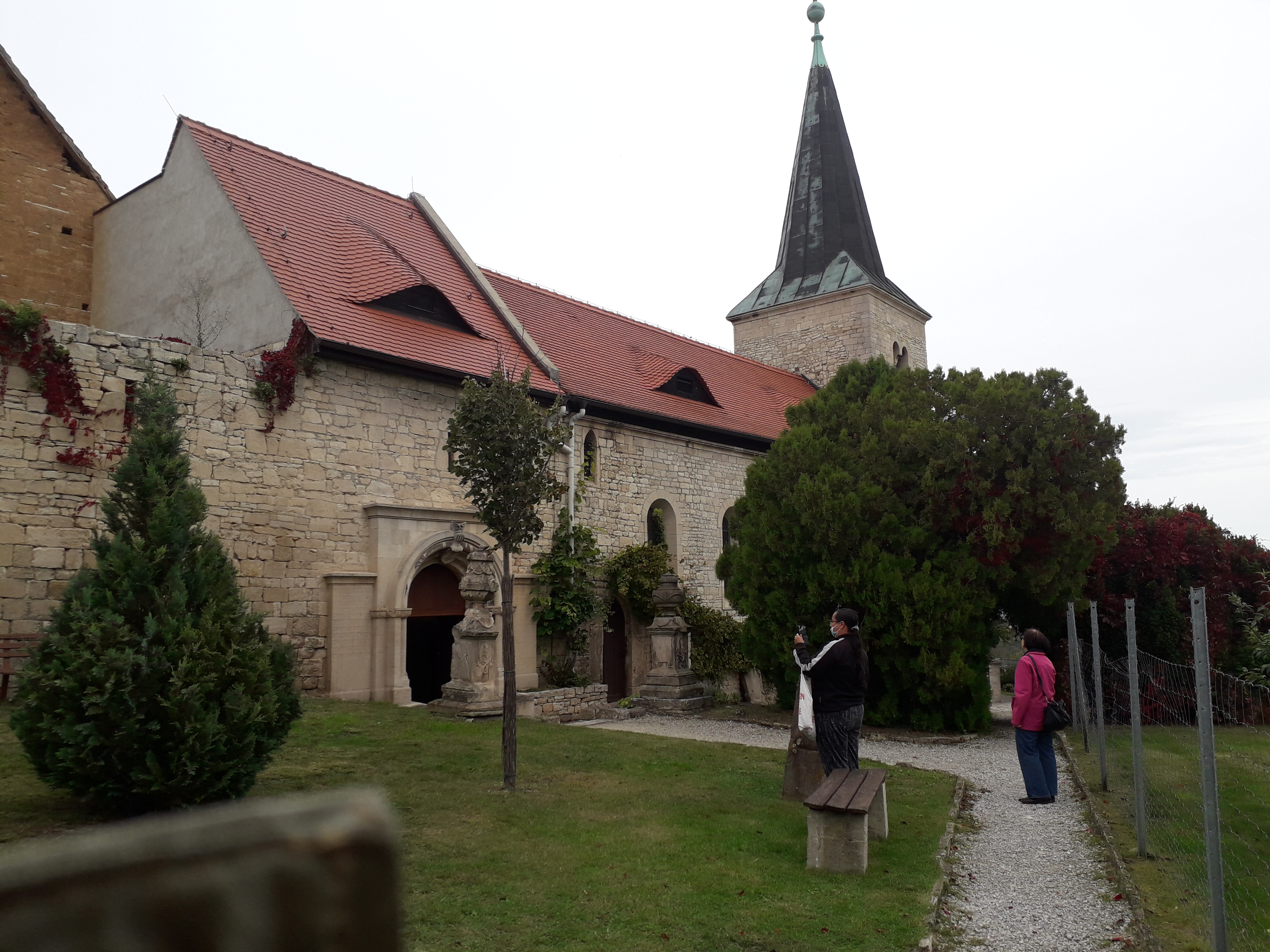
Eingangsbereich in die Klosterkirche Zscheiplitz

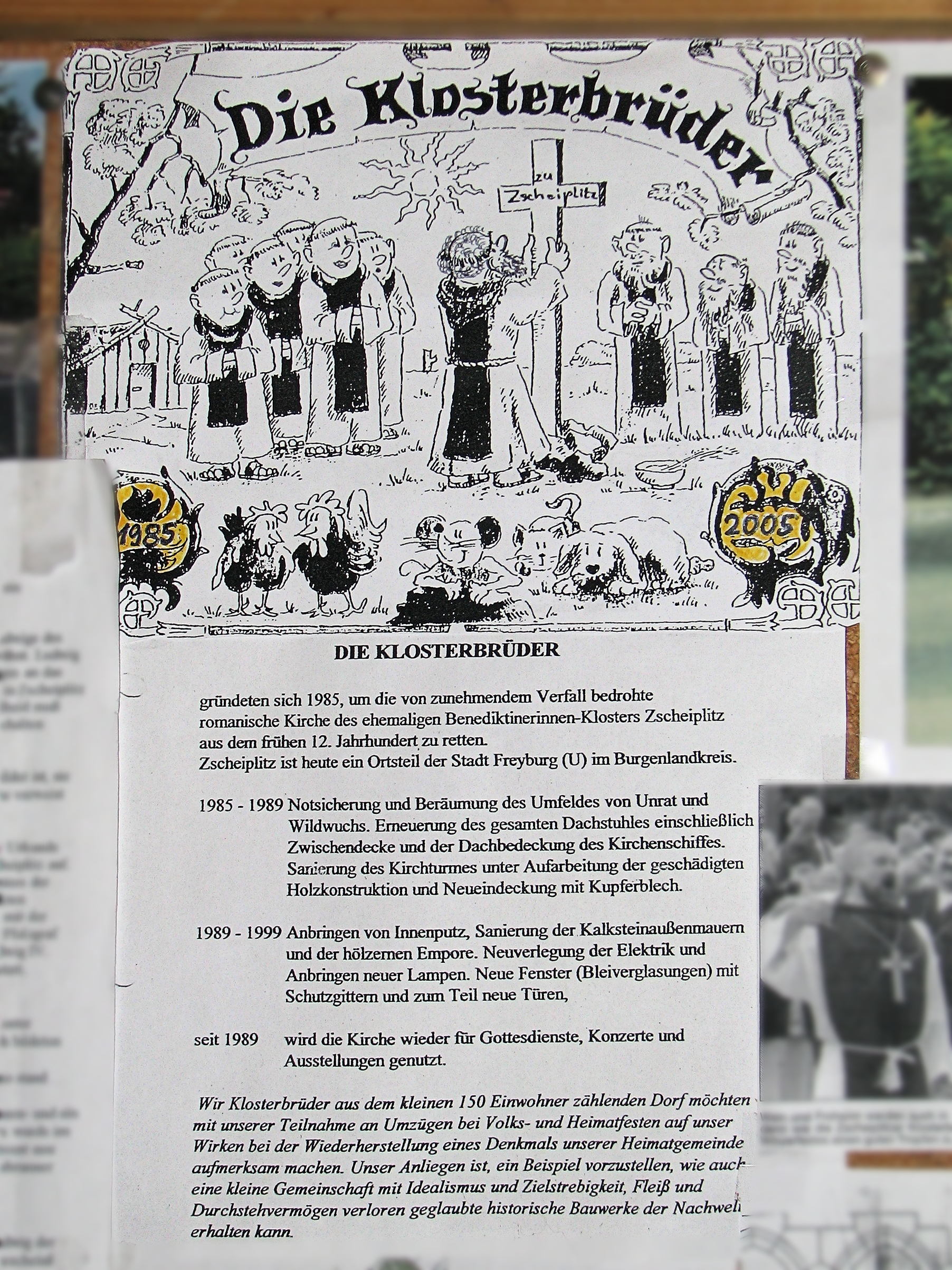
Aushang des Vereins zum 20-jährigen Bestehen in der Klosterkirche

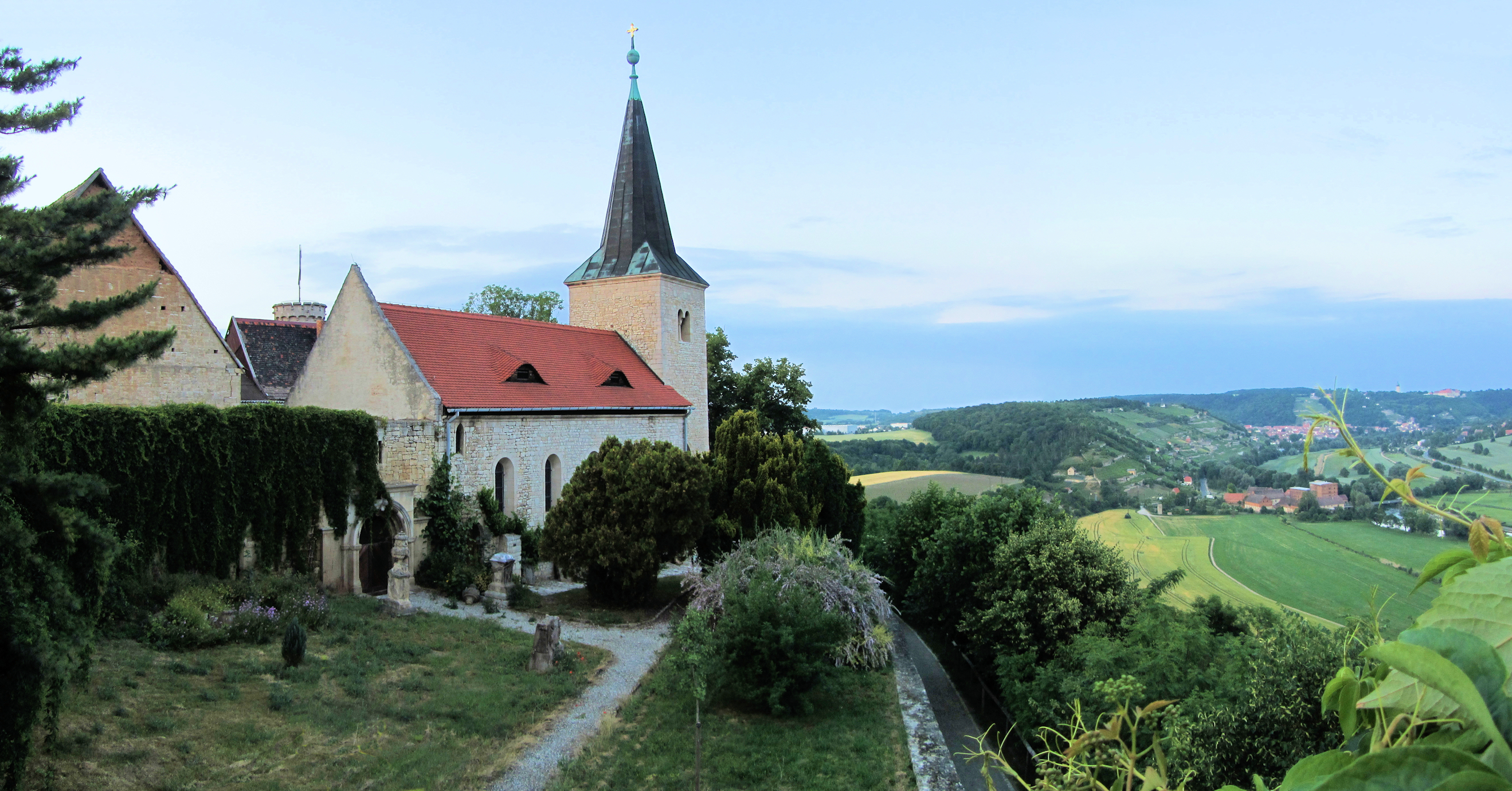
Die rekonstruierte Klosterkirche mit Unstruttal und dem Ort Freyburg in Abendstimmung

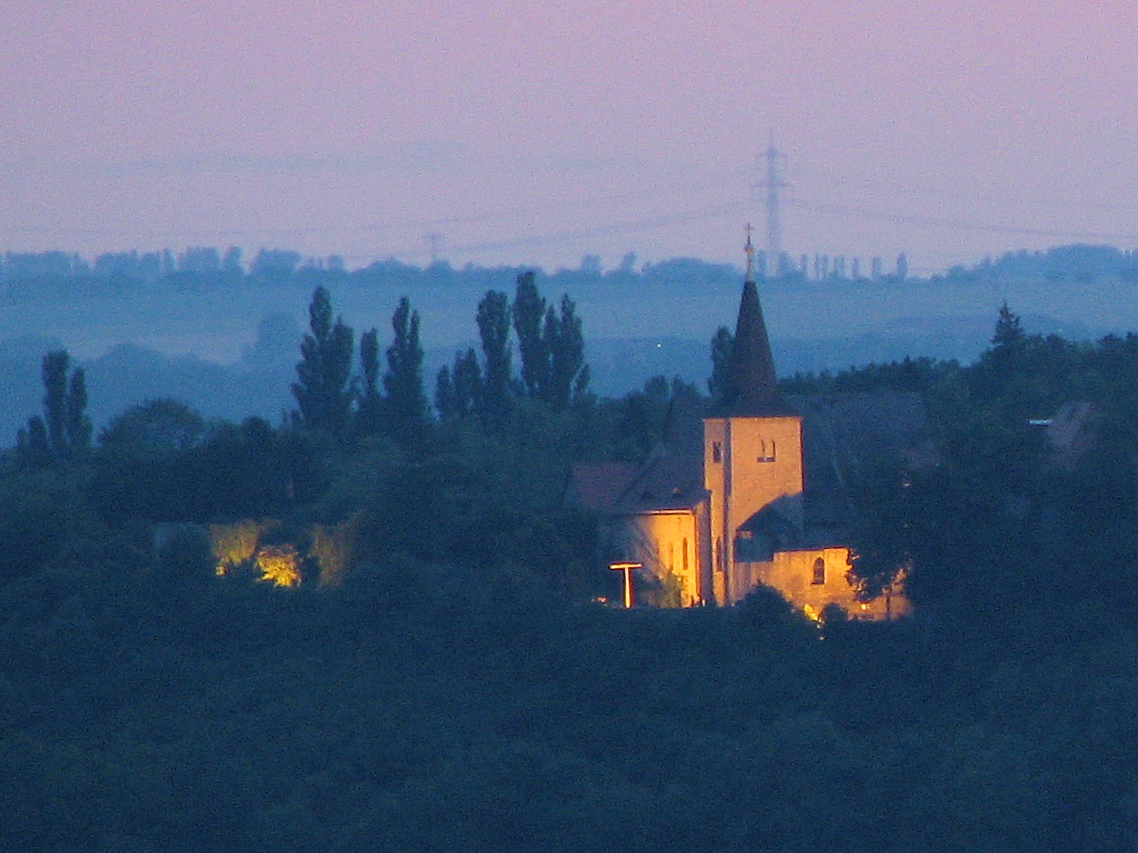
Nachtbeleuchtung der Klosterkirche (Blick vom 3 km entfernten Schloss Neuenburg)

Die Kloster Zscheiplitz – Klosterbrüder e. V. sind ein seit 1995 eingetragener gemeinnütziger Verein, der Anfang 1985 unter dem Namen Interessengemeinschaft Klosterkirche Zscheiplitz (IGZ) von etwa einem Dutzend Bürger aus Zscheiplitz, einem Ortsteil von Freyburg (Unstrut) im südlichen Sachsen-Anhalt, gegründet wurde mit dem Ziel, die über Jahrzehnte hinweg verfallene mittelalterliche ehemalige Klosterkirche des früheren Benediktinerinnenklosters Zscheiplitz im Ort zu restaurieren und wieder zugänglich zu machen. Die wesentlichen Wiederherstellungsarbeiten wurden durch die IGZ noch zu DDR-Zeiten durchgeführt.
Diese Form einer privaten, nicht staatlich gesteuerten Bürgerinitiative war zu Zeiten der DDR aus mehreren Gründen äußerst ungewöhnlich: Die Gründung war formal nicht legitimiert (keine bestehende Rechtsgrundlage wie ein Vereinsgesetz), der Wiederaufbau einer Kirche war durch den DDR-Staat nicht unbedingt gewünscht und die Bürger von Zscheiplitz organisierten sich vollständig privat ohne direkte Unterstützung durch eine Partei oder die Stadtverwaltung.
Trotzdem wurde die IGZ im Laufe der folgenden Monate, nicht zuletzt durch eine sehr geschickte Verhandlungstaktik, stillschweigend durch die für den Denkmalschutz zuständigen Behörden und die Vertretung der Evangelischen Landeskirche Anhalts (1985 eine Gliedkirche des Bundes der Evangelischen Kirchen in der DDR) de facto anerkannt. Mit der Kirche wurde im Frühjahr 1985 ein „Nutzungsvertrag“ abgeschlossen, der der Interessengemeinschaft die unmittelbare Erlaubnis gab, stellvertretend für die Kirche alle notwendigen Maßnahmen zum Wiederaufbau der Klosterkirche durchzuführen. Die rechtliche Konstruktion war wahrscheinlich einzigartig in der DDR.
Auch nach der Wende 1989 wurden der Interessengemeinschaft entgegen allen formalrechtlichen Vorgaben von den gesamtdeutschen Behörden weiterhin alle Zuständigkeiten für Maßnahmen zur Rekonstruktion der Klosterkirche zugestanden. Dazu gehörten auch die Annahme und Verwaltung aller Fördermittel. In der Zeit bis 1995 agierte die IGZ in einem in gewisser Weise rechtsfreien Raum, da sie ohne formale Vereinsstruktur nach Bürgerlichem Gesetzbuch (BGB) oder Steuerrecht blieb. Das unmittelbare Vereinsziel – die Rekonstruktion der Klosterkirche selbst – wurde bis 1994 erreicht.
In den Jahren 1985 bis 1989 kam es durch die Initiative der IGZ zu einer Notsicherung und Beräumung des Umfeldes von Unrat und Wildwuchs, einer Erneuerung des gesamten Dachstuhls einschließlich Zwischendecke und der Dachbedeckung des Kirchenschiffes, zur Sanierung des Kirchturmes unter Aufarbeitung der geschädigten Holzkonstruktion und Neueindeckung mit Kupferblech, sodass die Klosterkirche wieder für Gottesdienste, Konzerte und Ausstellungen genutzt werden kann. Weitere Baumaßnahmen wie zum Beispiel Innenputz, Aufbau einer hölzernen Empore, eine neue Elektrik,  die vollständige Rekonstruktion der Bleiglasfenster sowie eine weithin sichtbare Außenbeleuchtung wurden durch die IGZ und den Verein sukzessive und großenteils durch den persönlichen Einsatz der Vereinsmitglieder durchgeführt. Dabei wurde der Verein immer wieder durch Geld- und Sachspenden von Privatpersonen und ortsansässigen Unternehmen unterstützt.
1995 wurde die IGZ in einen eingetragenen Verein mit dem Namen Kloster Zscheiplitz – Klosterbrüder e. V. umgewandelt, der sich auch weiterhin um die Verwendung der Klosterkirche, beispielsweise Konzertveranstaltungen, und die Rekonstruktion weiterer Gebäude bemüht.
1995 wurde in der Kirche eine vom Ev. Pfarramt Freyburg und dem Kirchspiel Freyburg gestiftete Gedenktafel mit den Namen der seit 1985 aktiven Mitglieder der IGZ angebracht. Es handelt sich um Rolf Oertel, Otto Brix, Lothar Brommer, Joachim Goetze (Vorstand der IGZ von 1985 bis 1995), Eberhard Kestel, Frank Kraenert, Olaf Markwardt, Karl-Heinz Pretzsch, Hubert Reichert, Wolf-Dieter Seidel, Ehrhard Schaefer, Hubert Skupin und Karl-Heinz Wiegand.
Die Bedeutung der Tätigkeit der IGZ und des späteren Vereins lässt sich 2011 daran erkennen, dass über den Förderverein Welterbe an Saale und Unstrut e. V. vorgeschlagen wurde, die durch eine reine Privatinitiative vollständig restaurierte ehemalige Klosterkirche auf die Liste des UNESCO-Welterbes zu setzen.